# Pero Budmani
Pero Budmani, född 27 oktober 1835 i Dubrovnik, död 27 december 1914 på Castel Ferretti vid Ancona, var en kroatisk språkforskare.
Budmani blev 1870 gymnasielärare i Dubrovnik. Han kallades 1883 av Sydslaviska akademien i Zagreb att som efterträdare till Đuro Daničić fortsätta utgivandet av den stora ordbok över kroatiska språket (Rječnik hrvatskoga književnog jezika), som då fortgått i fem år och hunnit fram till bokstaven D. Denna ordbok blev Budmanis främsta livsverk. Hans Grammatica della lingua croata (1866-67) anses för ett på sitt område klassiskt arbete. Nämnas kan vidare en avhandling "Om bokstaven z i de slaviska språken" (1873), en "Om den kroatiska nationella poesins meter" (1876; i vilken uppvisas, att denna poesis versmått rättar sig efter den musikaliska rytmen), en undersökning "Om dialekten i Dubrovnik" (1883) samt en "Rysk språklära" (1888; andra upplagan 1891). Han översatte även verk från sanskrit, ryska, polska och franska.